# Егоров, Константин Александрович
Константин Александрович Егоров (1912—1940) — младший лейтенант Рабоче-крестьянской Красной Армии, Герой Советского Союза (1940).

## Биография
Константин Егоров родился 17 августа 1912 года на выселках вблизи села Воскресение (ныне — Галичский район Костромской области).
Получил начальное образование, после чего работал в колхозе.
В 1934 году Егоров был призван на службу в Рабоче-крестьянскую Красную Армию. В 1939 году окончил курсы младших лейтенантов. Участвовал в советско-финской войне, будучи командиром взвода 95-го танкового батальона 20-й танковой бригады 7-й армии Северо-Западного фронта.
1 февраля 1940 года во время боя за укреплённый пункт в 25 километрах к юго-востоку от Выборга (ныне — Ленинградская область) танки взвода Егорова вплотную подошли к финским дотам, закрыв собой их амбразуры, что способствовало успешному продвижению вперёд пехоты и сапёров. Когда финские солдаты стали обстреливать их из фланговой траншеи, Егоров развернул свой танк и направил его на них. Экипаж уничтожил их, но и сам подорвался на противотанковой мине. Егоров был вынужден покинуть обездвиженную машину и пробираться к остальным танкам взвода. В этот момент он был убит. Похоронен в братской могиле в Выборге.

## Награды
- Указом Президиума Верховного Совета СССР от 21 марта 1940 года за «образцовое выполнение боевых заданий командования на фронте борьбы с финской белогвардейщиной и проявленные при этом доблесть и мужество» старший лейтенант Константин Егоров посмертно был удостоен высокого звания Героя Советского Союза[2].
- Был также награждён орденами Ленина и Красного Знамени[2].